# Oncosperma horridum
Oncosperma horridum är en enhjärtbladig växtart som först beskrevs av William Griffiths, och fick sitt nu gällande namn av Rudolph Herman Scheffer. Oncosperma horridum ingår i släktet Oncosperma och familjen Arecaceae. Inga underarter finns listade i Catalogue of Life.